# Clérac
Clérac ist eine südwestfranzösische Gemeinde mit 1.026 Einwohnern (Stand: 1. Januar 2022) im Département Charente-Maritime in der Region Nouvelle-Aquitaine. Sie gehört zum Arrondissement Jonzac und zum Kanton Les Trois Monts. Die Einwohner werden Cléracais genannt.

## Lage
Clérac liegt im Süden der Saintonge etwa 47 Kilometer nordöstlich von Bordeaux. Umgeben wird Clérac von den Nachbargemeinden Montlieu-la-Garde im Nordwesten und Norden, Orignolles im Norden, Saint-Martin-d’Ary im Nordosten, Montguyon im Nordosten und Osten, Saint-Pierre-du-Palais im Osten und Südosten, Cercoux im Süden, Lapouyade im Süden und Südwesten sowie Bedenac im Westen.

## Bevölkerungsentwicklung
| Jahr                       | 1962 | 1968 | 1975 | 1982 | 1990 | 1999 | 2008 | 2019 |
| Einwohner                  | 1271 | 1143 | 1132 | 1097 | 961  | 937  | 931  | 977  |
| Quellen: Cassini und INSEE |      |      |      |      |      |      |      |      |

## Sehenswürdigkeiten

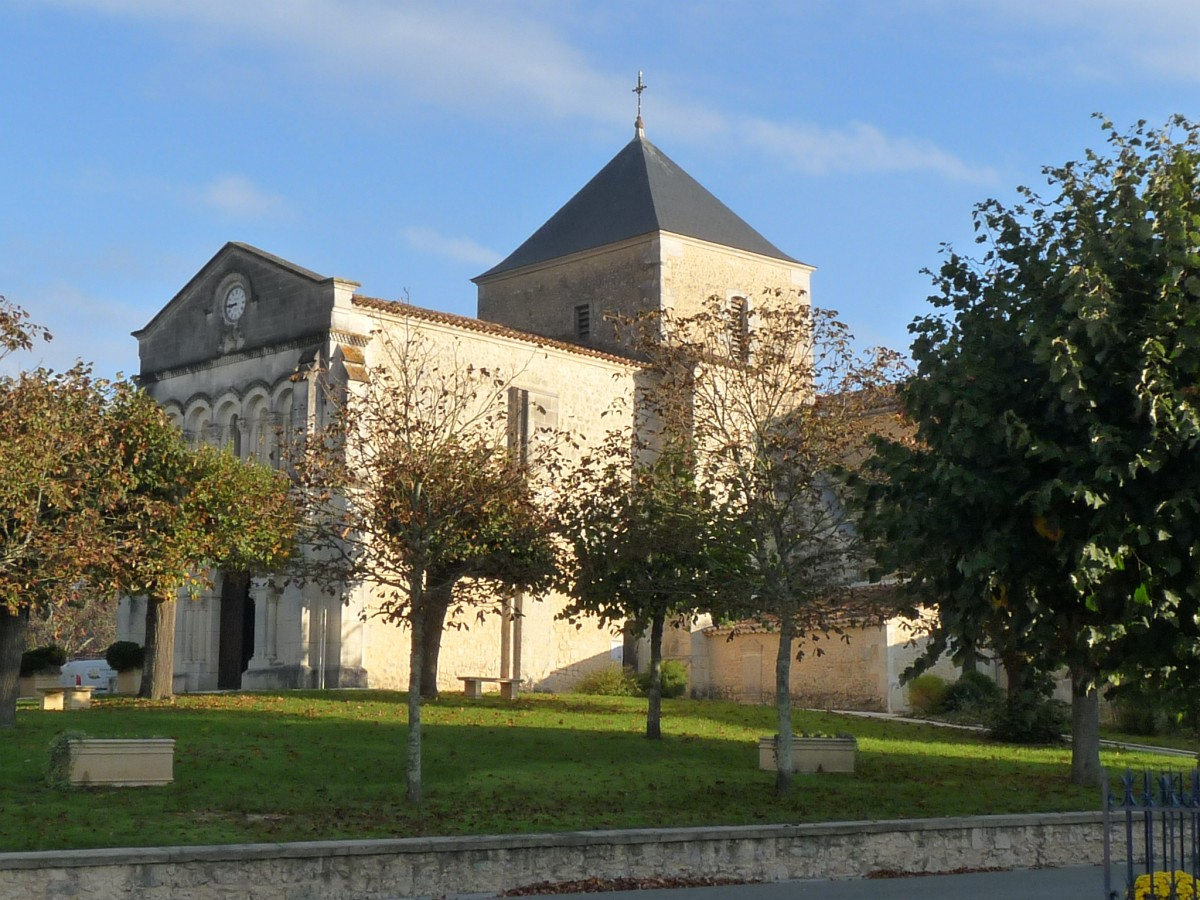
Kirche Saint-Vivien
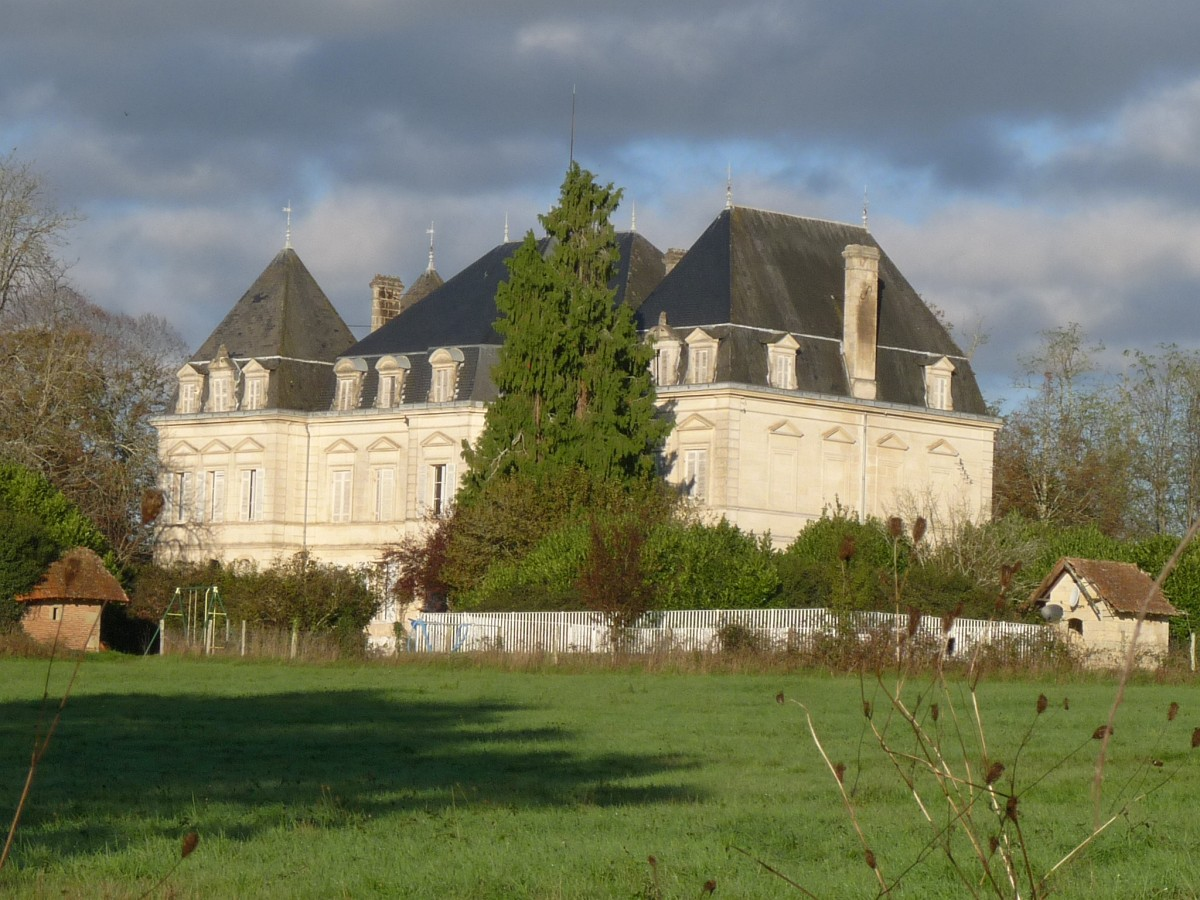
Schloss Caillères aus dem 15. Jahrhundert, Umbauten aus dem 17. Jahrhundert, Monument historique seit 1949
- Schloss Espie

- Kirche Saint-Vivien
- Schloss Espie